# Navarrevisca
Navarrevisca es un municipio y localidad española de la provincia de Ávila, en la comunidad autónoma de Castilla y León. El término municipal tiene una población de 299 habitantes (INE 2024).

## Geografía

### Ubicación
Navarrevisca se encuentra a una altitud de 1129 m sobre el nivel del mar  en el sur de la provincia de Ávila. El municipio se ubica en la zona del Alto Alberche y limita con los municipios de Serranillos, Navalosa, Villanueva de Ávila y Mijares. Es un pueblo pequeño de montaña con numerosas fuentes y arroyos que van a parar a la garganta Fernandina, la cual desemboca a su vez en el río  Alberche en una zona denominada la Junta.  Se halla a 48 km de la capital de provincia, a cuyo partido judicial pertenece. Cuenta con 272 habitantes empadronados según datos del padrón municipal de 2021.
| Noroeste: Navalosa    | Norte: Navalosa | Noreste: Navalosa         |
| Oeste: Serranillos    |                 | Este: Villanueva de Ávila |
| Suroeste: Serranillos | Sur: Mijares    | Sureste: Mijares          |

### Accesos por carretera
El principal acceso a la localidad es desde el valle del río Alberche, a través de la carretera AV-913 desde Burgohondo. No obstante, también es frecuente el acceso desde San Esteban del Valle, en la zona del valle del Tiétar. Desde la N-502 (Ávila-Talavera de la Reina) se llega a la localidad desviándose en La Venta del Obispo hacia Hoyocasero (C-500) y, tras pasar Navalosa, por la AV-P-419. 

### Clima
El clima de Navarrevisca es el característico clima templado con veranos secos y frescos de las zonas de montaña del interior de la península ibérica. De acuerdo con los criterios de la clasificación climática de Köppen modificada, el clima de Navarrevisca se clasifica como un clima mediterráneo continentalizado de tipo Dsb. 

## Demografía
Navarrevisca cuenta con una población de 299 habitantes (INE 2024).
| Gráfica de evolución demográfica de Navarrevisca entre 1842 y 2021                                                    |
| |
| Población de derecho según los censos de población del INE. Población de hecho según los censos de población del INE. |

La población viene decreciendo paulatinamente desde su máximo en la década de 1940. Como en otras localidades, en verano y particularmente durante el mes de agosto, la población aumenta de manera considerable.

## Fiestas locales
Dentro de las fiestas con carácter religioso, las principales son las fiestas patronales en honor a la Virgen de las Angustias (15 de septiembre) y la fiesta de San Antonio (13 de junio). El día 20 de enero se celebra también la fiesta de San Sebastián, patrón de Navarrevisca.
En la víspera de Todos los Santos se celebra la Moragá —término árabe que se refiere el acto de asar algo con fuego de leña y al aire libre—, una fiesta menor en la que se convoca a los vecinos a compartir castañas asadas y limonada alrededor de hogueras preparadas a tal fin. Se trata de una tradición compartida con otros pueblos de la comarca de Gredos la cual, al parecer, se remonta a la Edad Media, y que se enmarca dentro de las celebraciones denominadas magostos en otras regiones del norte de España. Según cuentan, al coincidir el día de Todos los Santos con los últimos días de recogida de la castaña, los habitantes de estas tierras honraban a sus muertos durante el día y posteriormente hacían una comida en grupo y asaban castañas. 
Antes de la Semana Santa, se celebra la fiesta de los Quintos, característica por la tradición del denominado Niñato. Se trata de un muñeco relleno de paja que se coloca en la parte más alta de un poste vertical y que se planta en la plaza del pueblo. Esta tradición rememora la despedida que se hacía a los jóvenes del pueblo cuando se marchaban a hacer el  servicio militar obligatorio, y si bien su origen no está claro, entronca con la tradición de los  mayos e incorpora elementos de las  Fiestas del Judas.
El primer sábado de octubre se celebra la Feria de Ganado en las eras, y a principios de septiembre tiene lugar la Feria del Hortelano.
Además, cerca del último fin de semana de agosto, el centro de la localidad acoge un Mercado Artesanal donde participan tanto vecinos como comerciantes, y donde además de poder adquirirse productos artesanales se hacen demostraciones de oficios ya en desuso como la elaboración manual de velas, cestas de mimbre, perfumes, y otros.

## Turismo
El proyecto de recuperación de senderos a través de las denominadas Jornadas altruistas conforma una red de rutas de senderismo que transcurren por el término municipal. Mediante la construcción y restauración de puentes, refugios, fuentes y caminos llevada a cabo, se pretende recuperar la memoria histórica y el bagaje cultural que encierran los diferentes lugares atravesados por las rutas propuestas, difundiendo entre los actuales habitantes y visitantes, los nombres de los diferentes parajes, fuentes, arroyos, cerros, etc. de los alrededores.
Las nueve rutas actualmente propuestas comienzan y terminan en Navarrevisca, presentando distintos grados de dificultad y longitud de recorrido:
- Ruta n.º 1: La Junta-Valdehierro
- Ruta n.º 2: El Galayo-Navahondilla-La Camilleja
- Ruta n.º 3: Las Tinás-Sotillo-Uncias-Perenal
- Ruta n.º 4: Majarrueco-Trampalones-Collado Viejo-El Asperón
- Ruta n.º 5: Majasomera-San Pedro-Collado Viejo-La Telera-Artuñero-Navalcardillo
- Ruta n.º 6: Mayotales-Majapastores-El Batán
- Ruta n.º 7: Majavellana-Marigómez-Las Silluelas-Los Veneros-Las Sildas
- Ruta n.º 8: La Vega-Majaillas-Cabeza Lobera-Marigómez-El Hornillo
- Ruta n.º 9: Cebaillas-Regueros-Puente de Navalosa